# 菲利普·勒克萊爾
菲利普·弗朗索瓦·马里·勒克莱尔·德·奥特克洛克（法語：Philippe François Marie Leclerc de Hauteclocque，法語發音：[filip fʁɑ̃swa maʁi ləklɛʁ də otklɔk]；1902年11月22日—1947年11月28日），法國著名將領，1952年追晉為法國元帥。

## 生平
1902年出生於法國北部的索姆省，1922年從軍，1937年晉升上尉。1940年納粹德國入侵比利時，勒克萊爾於戰爭中負傷，隨後在戴高樂將軍的號召下，經由西班牙、葡萄牙輾轉到了英國倫敦，加入了自由法國的軍隊。
在與戴高樂會面後，勒克萊爾受命開赴法屬赤道非洲，擔任查德軍司令。1941年，勒克萊爾率軍自查德進攻當時由義大利所控制的利比亞，並成功佔領了利比亞南部，同年8月，晉升為准將。1943年1月，成功佔領的黎波里，並與埃及的英軍會師進攻突尼西亞。同年5月，晉升為少將。
之後，勒克萊爾奉戴高樂之命，在摩洛哥組編第二裝甲師，並於1944年與乔治·巴顿所率領的美軍第三軍共同參與了諾曼第登陸作戰。諾曼第登陸後，勒克萊爾的第二裝甲師直接開向巴黎，8月24日成功解放巴黎。11月23日，再成功解放史特拉斯堡。
納粹德國投降後，勒克萊爾擔任法軍的太平洋戰區司令，1945年9月2日，出席在密蘇里號戰列艦上举行的日本投降儀式，並代表法國簽署降伏文書，隨後即前往法屬印度支那鎮壓胡志明等人發起的獨立運動。1946年，勒克萊爾被任命為法屬北非總監，1947年11月因飛機意外墜毀而逝世，享年45歲。

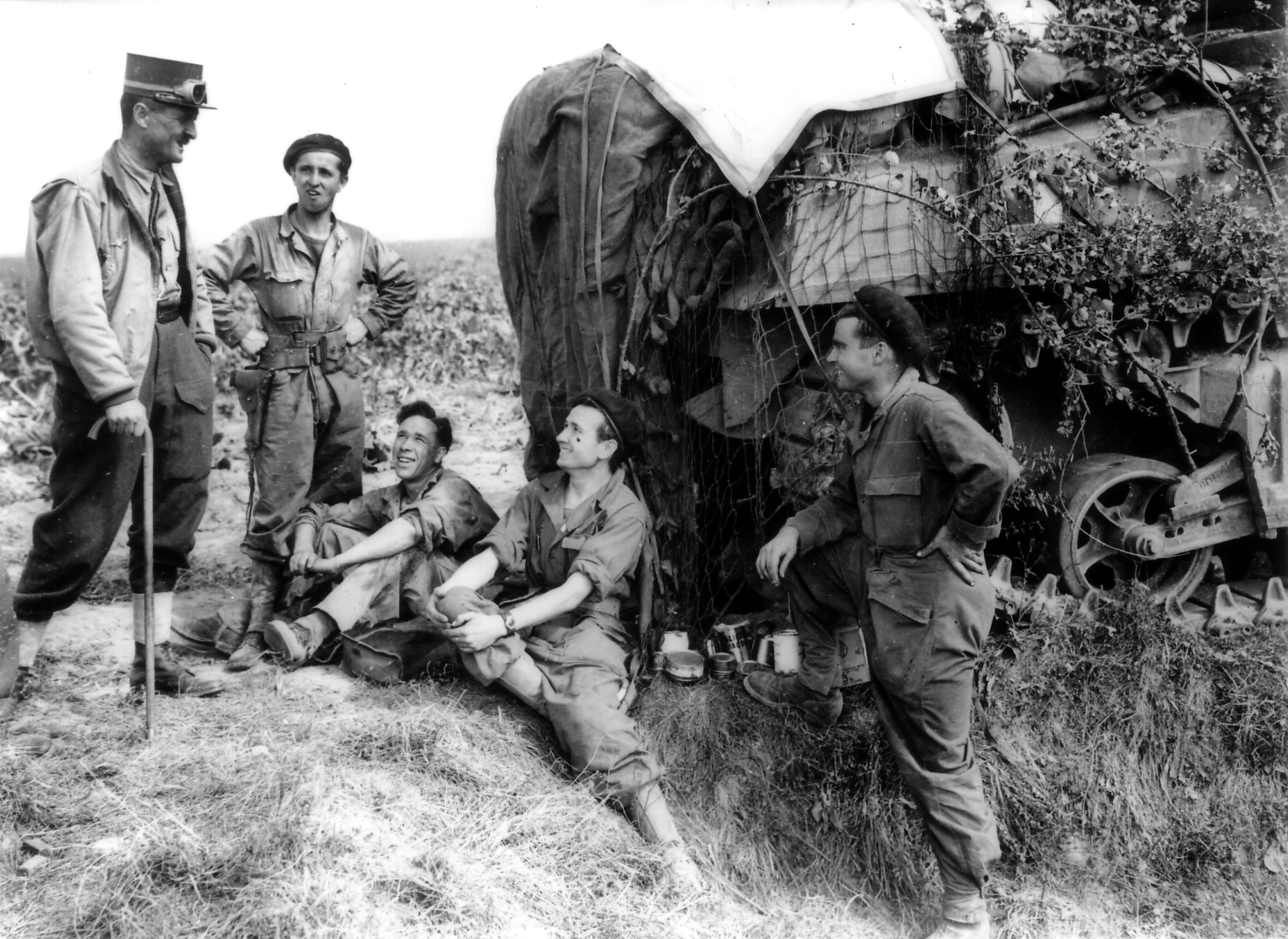
勒克萊爾在棟派爾戰役與坦克組員交談

1952年8月23日，法國政府追晉勒克萊爾為法國元帥。
勒克萊爾是近代法國著名的英雄，在史特拉斯堡及南特均立有勒克萊爾的雕像以資紀念。而法國陸軍AMX-56主力戰車，也以勒克萊爾為名。